# Wilamowice
Wilamowice este un oraș în Polonia.